# Grootoogknorvis
De grootoogknorvis (Brachydeuterus auritus) is een straalvinnige vis uit de familie van Haemulidae en behoort derhalve tot de orde van baarsachtigen (Perciformes). De vis kan een lengte bereiken van 30 cm.

## Leefomgeving
Brachydeuterus auritus komt in zeewater en brak water voor. De vis prefereert een tropisch klimaat en leeft hoofdzakelijk in de Atlantische Oceaan. De diepteverspreiding is 10 tot 100 m onder het wateroppervlak.

## Relatie tot de mens
Brachydeuterus auritus is voor de visserij van groot commercieel belang. In de hengelsport wordt er weinig op de vis gejaagd.